# Деменовка
Деменовка (словац. Demänovka, трансліт. Деменовка) — словацький трав'яний лікер, котрий виробляється у м. Ліптовський Мікулаш. До складу напою входить 14 видів трав.
Виготовляється у трьох варіаціях:
- Деменовка солодка (33% алкоголю)
- Деменовка журавлинова (33% алкоголю)
- Деменовка гірка (38% алкоголю)